# استفانو بتارینی
استفانو بتارینی (به ایتالیایی: Stefano Bettarini) بازیکن فوتبال و اهل ایتالیا است که از سال ۲۰۰۴ میلادی عضو تیم ملی فوتبال ایتالیا بوده و در ۱ بازی ملی حضور داشته‌است. او در بازی‌های ملی‌اش گلی به ثمر نرساند.
استفانو بتارینی آخرین بازی ملی خود را در سال ۲۰۰۴ میلادی انجام داد.